# Distretto di Vysokopillja
Il distretto di Vysokopillja (in ucraino Високопільський район?) era un distretto (rajon) dell'Ucraina, situato nell'oblast' di Cherson. Il suo capoluogo era Vysokopillja. È stato soppresso con la riforma amministrativa del 2020.